# Francesco Gioia

Erzbischofswappen von Francesco Gioia

Francesco Gioia OFMCap (* 21. Juli 1938 in San Vito dei Normanni, Provinz Brindisi, Italien) ist Päpstlicher Delegat der Basilika des heiligen Antonius in Padua und Präsident der Peregrinatio ad Petri Sedem.

## Leben
Francesco Gioia empfing mit knapp 27 Jahren am 29. Juni 1965, also am Hochfest der Apostel Petrus und Paulus, das Sakrament der Priesterweihe als Kapuziner.
Am 2. Februar 1990 ernannte ihn Papst Johannes Paul II. zum Erzbischof von Camerino-San Severino Marche in Italien. Am 5. April desselben Jahres empfing er durch den Papst sowie Kardinal Giovanni Battista Re und Erzbischof Justin Francis Rigali als Konsekratoren die Bischofsweihe. Am 9. Januar 1993 trat er von diesem Amt zurück.
Ab 8. Juli 1996 bis 2002 war er Sekretär des Päpstlichen Rates der Seelsorge für die Migranten und Menschen unterwegs. 2005 war Gioia außerdem kurzzeitig Apostolischer Administrator der päpstlichen Patriarchalbasilika Sankt Paul vor den Mauern in Rom, bis er 2005 von Andrea Cordero Lanza di Montezemolo abgelöst wurde. Am 23. Januar 2013 wurde er zum Präsidenten der Peregrinatio ad Petri Sedem ernannt.